# Časová pásma v Nizozemském království

Nizozemská území ve světě

Časová pásma v Nizozemském království zahrnují nejen čas v evropském Nizozemsku, ale i na jeho zámořských územích. Od nejvýchodnějšího cípu k nejzápadnějšímu (Bonaire) je rozdíl zeměpisných délek 75°39', což odpovídá časovému rozdílu 5,04 hodiny. Vzhledem k tomu, že území není souvislé, platí zde dvě časová pásma. Sezónní změna času se aplikuje na většině území.

## Standardizovaný čas
Zákonný čas v Nizozemském království upravuje zákon 1958/352 z 16. července 1958, který stanoví že zákonným časem je středoevropský čas (UTC+01:00).
Přehled nizozemských území a na nich standardizovaných časů je v tabulce níže.
| Území                                                                             | Standardní čas | Letní čas    |
| --------------------------------------------------------------------------------- | -------------- | ------------ |
| Aruba, Curaçao, Karibské Nizozemsko (Bonaire, Saba a Svatý Eustach), Svatý Martin | UTC−04:00      | není zaveden |
| evropské Nizozemsko                                                               | UTC+01:00      | UTC+02:00    |

### Hranice
Hranice mezi zónami jsou přirozené, protože jsou odděleny mořem.

### Sezónní změna času
Letní čas je zaveden zákonem 1977/131 z 12. března 1977 a platí v době, která je definována směrnicí Evropské unie 2000/84/ES ze dne 19. ledna 2001 poslední březnovou neděli, kdy se ve 2 hodiny posouvá čas o jednu hodinu dopředu, a návrat poslední říjnovou neděli, kdy se ve 2 hodiny posouvá čas o jednu hodinu zpět.

## Historie
V Nizozemsku bylo po zavedení železnice žádoucí vytvořit standardní čas, protože rozdíl místních časů mezi městy na východě a západě země činil několik minut. Přestože první návrh na standardizaci času byl předložen již v roce 1835, prvním zákonem regulujícím čas byl zákon o telegrafech z roku 1852, který stanovil, že telegrafní služba upraví hodiny ve svých kancelářích na střední amsterodamský čas (nizozemsky amsterdamse tijd), který byl oproti greenwichskému času (GMT) posunut o +00:19:32.13. Pozdější změny tohoto zákona sice umožnily telegrafním úřadům uvádět svou otevírací dobu v místním středním čase, ale na odeslaném telegramu musel být vždy uveden amsterodamský čas. Podle zákona o předpisech pro železniční služby z 12. května 1863 musely železniční společnosti standardizovat čas, podle kterého provozovaly dopravu, přičemž volba času byla ponechána na nich. Většina společností se rozhodla dodržovat amsterodamský čas, což se odrazilo ve vládním nařízení z 31. července 1866, který dodržování tohoto času na železnici přikázal. 
Další úpravy proběhly v důsledku mezinárodní meridiánové konference, která se konala v roce 1884. Snaha o mezinárodní standardizaci vedla k tomu, že podle vládních nařízení z dubna 1892 přešly nizozemské železnice a telegrafy od 1. května na GMT. Naproti tomu lodní doprava dodržovala středoevropský čas, a to kvůli koordinaci s Německem. Železniční čas, posměšně nazývaný štěrkový, nebyl nikdy všeobecně akceptován a návrhy k jeho uzákonění nebyly ratifikovány. Na druhé straně neprošel ani návrh na uzákonění středoevropského času a amsterodamský čas byl i nadále používán celostátně. Nejednotnost měření času působila velké potíže, přesto však byl jednotný čas zaveden až 1. května 1909 jako amsterodamský s hodnotu GMT +0h 19m 32,13s.
První pokus zavést letní čas byl proveden 1. května 1916, kdy se hodiny posunuly o hodinu dopředu, a zpět 1. října. Sezónní změna probíhala i následující roky s tím, že se její začátek a konec každoročně měnily. Vláda považovala výsledky za potěšující a 23. března 1918 byl letní čas uzákoněn. Délka sezóny se různila: mezi lety 1918 a 1921 od prvního dubnového pondělí do posledního zářijového pondělí; od roku 1925 končila první říjnovou neděli; od roku 1926 začínala 15. května nebo o týden později, pokud připadl na svatodušní svátky. Podivný časový posun oproti ostatním pásmům vedl k tomu, že se v běžném životě používal čas GMT+00:20. Tato drobná úprava byla uzákoněna od 1. července 1937.
K posunu do současného středoevropského časového pásma došlo 16. května 1940 po německé okupaci země. Čas se posunul o hodinu a čtyřicet minut dopředu a byl dodržován v létě i v zimě. Teprve v listopadu 1942 byl zaveden zimní čas posunem o hodinu zpět a sezónní změna platila až do osvobození Nizozemska. Během chaosu při osvobozování jižní části Nizozemska spojeneckými vojsky v září 1944 se hodiny posouvaly podle příkazů spojeneckých správců nebo starostů. V osvobozených oblastech tak platil stejný čas jako v Londýně, tzv. „britský dvojitý letní čas“ (GMT+2); ten byl ukončen 17. září 1944. Okupovaná část Nizozemska se 2. října 1944 vrátila do středoevropského času a od oné doby byl čas v obou válkou rozdělených částech stejný. Letní čas platil znovu od 2. dubna 1945, a ačkoli Spojené království tuto úpravu zrušilo 15. července, v Nizozemsku se tak stalo až od 16. září.
Provizorní stav byl odstraněn zákonem z 30. srpna 1946; letní čas byl zrušen a s odkazem na mimořádné okolnosti byla potvrzena platnost středoevropského času. Definitivně byl tento čas uzákoněn 16. července 1958. Protože zákon neobsahoval žádné ustanovení, které by umožnilo zavedení letního času, byl pozměněn zákonem 1977/131 z 12. března 1977, který takovou úpravu umožňuje zavádět vládě pomocí vyhlášek. Počátek a konec letního času byl zprvu regulován vyhláškami, později směrnicemi Evropské unie — v roce 1997 směrnicí 97/44/ES, a později směrnicí 2000/84/ES.